# Octaedru triakis

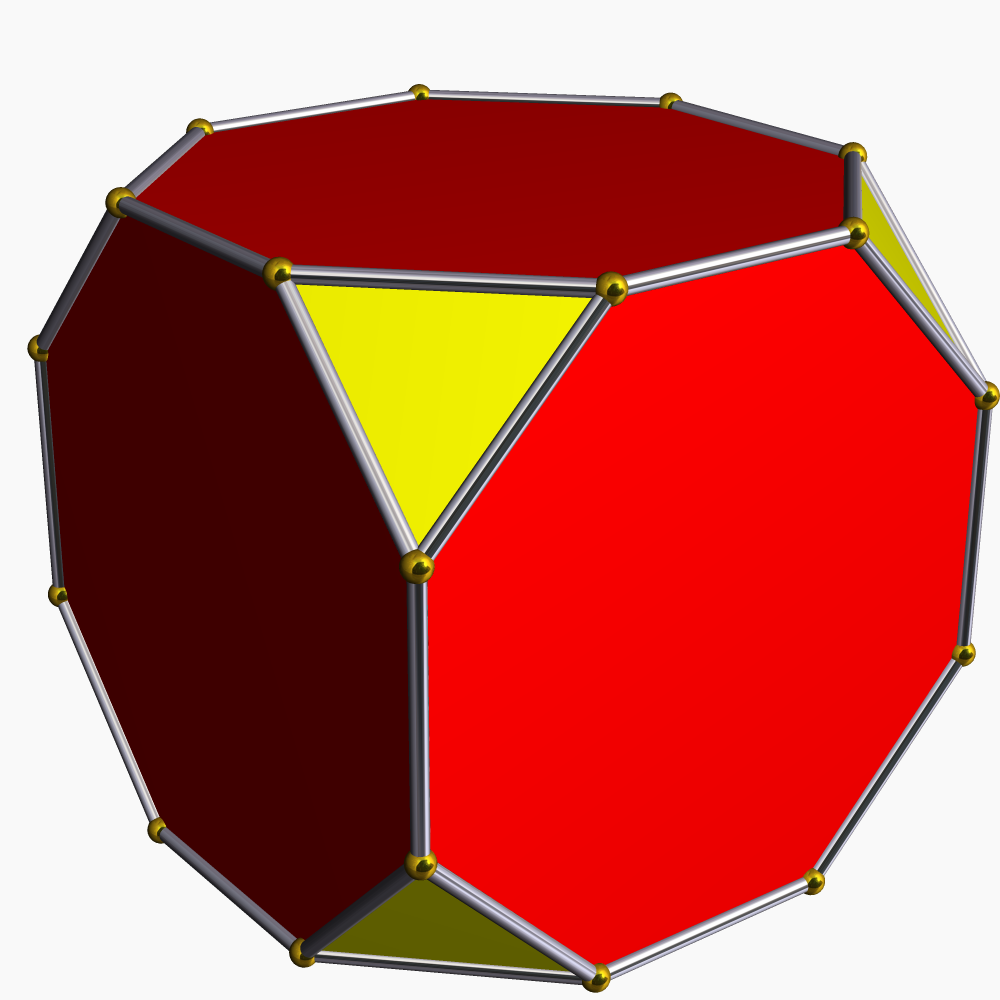
Dual: Cub trunchiat

În geometrie, un octaedru triakis este un poliedru Catalan cu 24 de fețe. Fiecare poliedru Catalan este dualul unui poliedru arhimedic. Dualul tetraedrului triakis este cubul trunchiat.
Octaedrul triakis poate fi considerat un octaedru cu o piramidă triunghiulară adăugată pe fiecare față, adică este un Kleetop al octaedrului. Numele său exprimă faptul că are câte trei fețe triunghiulare pentru fiecare față a octaedrului.
Acest poliedru convex este similar topologic cu octaedrul stelat concav. Au aceeași conexiune a fețelor, dar diferă distanțele relative față de centru ale vârfurilor.
Dacă laturile sale mai scurte au lungimea 1, aria și volumul acestuia sunt:
{\displaystyle {\begin{aligned}A&=3{\sqrt {7+4{\sqrt {2}}}}\\V&={\frac {3+2{\sqrt {2}}}{2}}\end{aligned}}}

## Coordonate carteziene
Cu {\displaystyle \alpha ={\sqrt {2}}-1}, cele 14 puncte {\displaystyle (\pm \alpha ,\pm \alpha ,\pm \alpha )} și {\displaystyle (\pm 1,0,0)}, {\displaystyle (0,\pm 1,0)} și {\displaystyle (0,0,\pm 1)} sunt vârfurile octaedrului triakis centrat în origine.
Dacă lungimea laturilor lungi este {\displaystyle {\sqrt {2}}}, cea a laturilor scurte este {\displaystyle 2{\sqrt {2}}-2}.
Fețele sunt triunghiuri isoscele cu un unghi obtuz și două unghiuri ascuțite. Unghiul obtuz este de {\displaystyle \arccos({\frac {1}{4}}-{\frac {1}{2}}{\sqrt {2}})\approx 117,200\,570\,380\,16^{\circ }} iar cele ascuțite de {\displaystyle \arccos({\frac {1}{2}}+{\frac {1}{4}}{\sqrt {2}})\approx 31,399\,714\,809\,92^{\circ }}.

## Proiecții ortogonale
Octaedrul triakis are trei poziții de simetrie particulare, două situate pe vârfuri și una la mijlocul laturilor:
| Simetrie proiectivă | [2] | [4] | [6] |
| Octaedru triakis    |     |     |     |
| Cub trunchiat       |     |     |     |

## Poliedre înrudite

Animație cu octaedrul triakis și alte poliedre înrudite

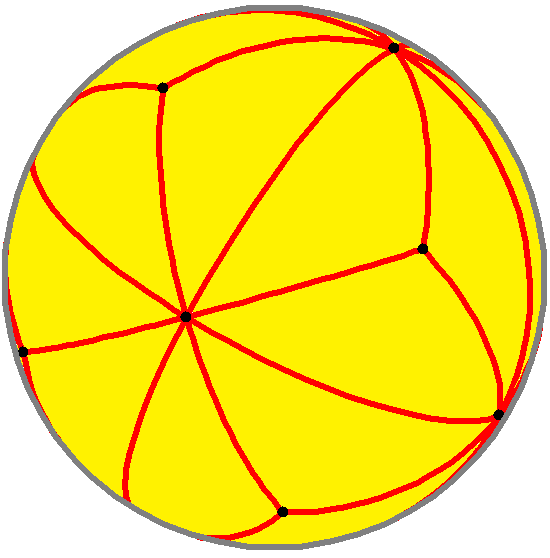
Octaedru triakis sferic

Octaedrul triakis face parte din familia dualelor poliedrelor uniforme legate de cub și de octaedrul regulat.
| Poliedre octaedrice uniforme | Poliedre octaedrice uniforme | Poliedre octaedrice uniforme | Poliedre octaedrice uniforme | Poliedre octaedrice uniforme | Poliedre octaedrice uniforme | Poliedre octaedrice uniforme | Poliedre octaedrice uniforme | Poliedre octaedrice uniforme | Poliedre octaedrice uniforme | Poliedre octaedrice uniforme |
| Simetrie: [4,3], (*432)      | Simetrie: [4,3], (*432)      | Simetrie: [4,3], (*432)      | Simetrie: [4,3], (*432)      | Simetrie: [4,3], (*432)      | Simetrie: [4,3], (*432)      | Simetrie: [4,3], (*432)      | [4,3]+ (432)                 | [1+,4,3] = [3,3] (*332)      | [1+,4,3] = [3,3] (*332)      | [3+,4] (3*2)                 |
| ---------------------------- | ---------------------------- | ---------------------------- | ---------------------------- | ---------------------------- | ---------------------------- | ---------------------------- | ---------------------------- | ---------------------------- | ---------------------------- | ---------------------------- |
| {4,3}                        | t{4,3}                       | r{4,3} r{31,1}               | t{3,4} t{31,1}               | {3,4} {31,1}                 | rr{4,3} s2{3,4}              | tr{4,3}                      | sr{4,3}                      | h{4,3} {3,3}                 | h2{4,3} t{3,3}               | s{3,4} s{31,1}               |
|                              |                              |                              |                              |                              |                              |                              |                              |                              |                              |                              |
|                              |                              | · =                          | · =                          | · =                          |                              |                              |                              | = · sau                      | = · sau                      | = ·                          |
|                              |                              |                              |                              |                              |                              |                              |                              |                              |                              |                              |
| Dualele celor de mai sus     |                              |                              |                              |                              |                              |                              |                              |                              |                              |                              |
| V43                          | V3.82                        | V(3.4)2                      | V4.62                        | V34                          | V3.43                        | V4.6.8                       | V34.4                        | V33                          | V3.62                        | V35                          |
|                              |                              |                              |                              |                              |                              |                              |                              |                              |                              |                              |
|                              |                              |                              |                              |                              |                              |                              |                              |                              |                              |                              |
|                              |                              |                              |                              |                              |                              |                              |                              |                              |                              |                              |

Octaedrul triakis este o parte a unei secvențe de poliedre și pavări, extinzându-se în planul hiperbolic. Aceste figuri tranzitive pe fețe au simetrie de reflexie (*n32) în notația orbifold.
| Variante ale pavărilor trunchiate cu simetrie *n32: t{n,3} | Variante ale pavărilor trunchiate cu simetrie *n32: t{n,3} | Variante ale pavărilor trunchiate cu simetrie *n32: t{n,3} | Variante ale pavărilor trunchiate cu simetrie *n32: t{n,3} | Variante ale pavărilor trunchiate cu simetrie *n32: t{n,3} | Variante ale pavărilor trunchiate cu simetrie *n32: t{n,3} | Variante ale pavărilor trunchiate cu simetrie *n32: t{n,3} | Variante ale pavărilor trunchiate cu simetrie *n32: t{n,3} | Variante ale pavărilor trunchiate cu simetrie *n32: t{n,3} | Variante ale pavărilor trunchiate cu simetrie *n32: t{n,3} | Variante ale pavărilor trunchiate cu simetrie *n32: t{n,3} | Variante ale pavărilor trunchiate cu simetrie *n32: t{n,3} |
| Smetrie *n32 [n,3]                                         | Sferice                                                    | Sferice                                                    | Sferice                                                    | Sferice                                                    | Euclid.                                                    | Hiperb. compacte                                           | Hiperb. compacte                                           | Paracomp.                                                  | Hiperbolice necompacte                                     | Hiperbolice necompacte                                     | Hiperbolice necompacte                                     |
| Smetrie *n32 [n,3]                                         | *232 [2,3]                                                 | *332 [3,3]                                                 | *432 [4,3]                                                 | *532 [5,3]                                                 | *632 [6,3]                                                 | *732 [7,3]                                                 | *832 [8,3]...                                              | *∞32 [∞,3]                                                 | [12i,3]                                                    | [9i,3]                                                     | [6i,3]                                                     |
| ---------------------------------------------------------- | ---------------------------------------------------------- | ---------------------------------------------------------- | ---------------------------------------------------------- | ---------------------------------------------------------- | ---------------------------------------------------------- | ---------------------------------------------------------- | ---------------------------------------------------------- | ---------------------------------------------------------- | ---------------------------------------------------------- | ---------------------------------------------------------- | ---------------------------------------------------------- |
| Figuri trunchiate                                          |                                                            |                                                            |                                                            |                                                            |                                                            |                                                            |                                                            |                                                            |                                                            |                                                            |                                                            |
| Schläfli                                                   | t{2,3}                                                     | t{3,3}                                                     | t{4,3}                                                     | t{5,3}                                                     | t{6,3}                                                     | t{7,3}                                                     | t{8,3}                                                     | t{∞,3}                                                     | t{12i,3}                                                   | t{9i,3}                                                    | t{6i,3}                                                    |
| Figuri triakis                                             |                                                            |                                                            |                                                            |                                                            |                                                            |                                                            |                                                            |                                                            |                                                            |                                                            |                                                            |
| Config.                                                    | V3.4.4                                                     | V3.6.6                                                     | V3.8.8                                                     | V3.10.10                                                   | V3.12.12                                                   | V3.14.14                                                   | V3.16.16                                                   | V3.∞.∞                                                     |                                                            |                                                            |                                                            |

Octaedrul triakis este și o parte a unei secvențe de poliedre și pavări, extinzându-se în planul hiperbolic. Aceste figuri tranzitive pe fețe au simetrie de reflexie (*n42) în notația orbifold.
| Figuri trunchiate |        |        |        |        |        |        |        |        |
| Config.           | 2.8.8  | 3.8.8  | 4.8.8  | 5.8.8  | 6.8.8  | 7.8.8  | 8.8.8  | ∞.8.8  |
| Figuri n-kis      |        |        |        |        |        |        |        |        |
| Config.           | V2.8.8 | V3.8.8 | V4.8.8 | V5.8.8 | V6.8.8 | V7.8.8 | V8.8.8 | V∞.8.8 |